# Eilert Sundt

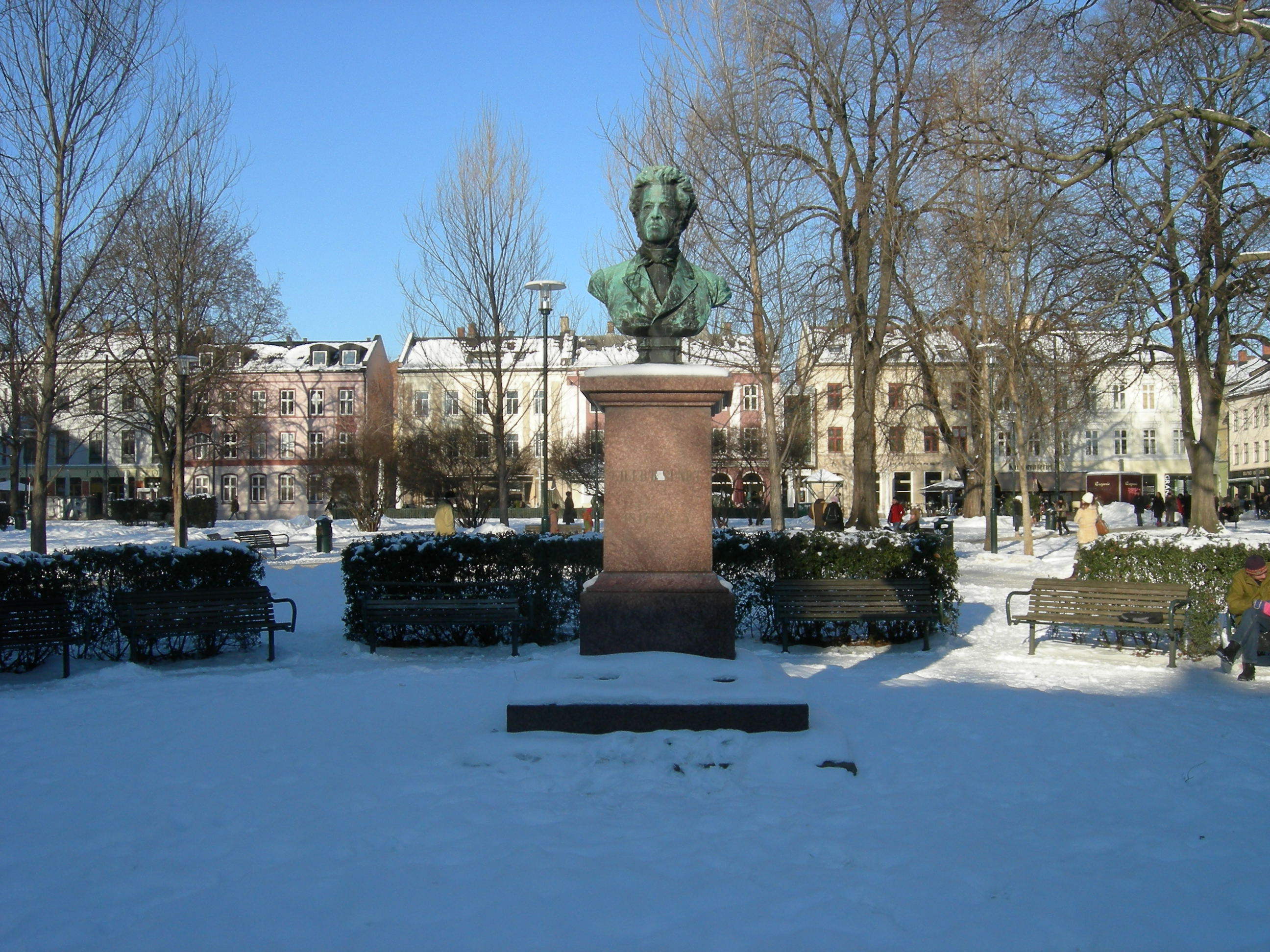
Büste Eilert Sundts auf dem Olaf-Ryes-Plass in Oslo.

Eilert Lund Sundt (* 8. August 1817 in Farsund; † 13. Juni 1875 in Eidsvoll) war ein norwegischer Theologe, Soziologe und Ethnologe. Er war ein Pionier in der Demographie und Soziologie Norwegens.

## Familie
Seine Eltern waren der Kapitän, spätere Kaufmann und Postexpediteur Lars Mortensen Sundt (1762–1850) und dessen Frau Karen Bing Drejer (1777–1865). Am 5. Februar 1859 heiratete er Nicoline Conradine Hansen (2. April 1822–24. Oktober 1881), Tochter des Schriftstellers, Dichters und Lehrers Maurits Christopher Hansen (1794–1842) und dessen Frau Helvig Leschly (1789–1874).

## Schule und Studium
Sundt besuchte in Stavanger die Lateinschule und legte 1835 das Examen artium ab. Danach begann er ein Theologiestudium an der Universität Christiania. Er musste es aber wegen häufiger Migräneanfällen unterbrechen und legte sein Staatsexamen erst 1846 ab. 1849 erhielt er einen Vorlesungsauftrag für Kirchengeschichte und Dogmatik an der Universität. Von 1845 an war er außerdem Lehrer am Arbeitshaus in Christiania.

## Wissenschaftliche Arbeit

### Landstreicherei, Armutsprobleme, kinderreiche Familien
Dort traf er auf viele Roma, die damals „Fant“ oder „Tatere“ (beides für Zigeuner, Landstreicher, fahrendes Volk) genannt wurden, ein mystischer und furchteinflößender Menschenschlag, von dem man kaum etwas wusste. Sundt wurde auf sie neugierig und freundete sich mit einigen an. Er lernte ihre Sprache und versuchte, sich ihnen auf seinen Wanderungen durch das Land anzuschließen. Seine Beobachtungen mündeten 1850 in sein Buch Beretning om Fante- eller Landstrygerfolket i Norge (Bericht über das Zigeuner- und Landstreichervolk in Norwegen). Zu dieser Zeit wurde das Zigeunervolk als großes soziales Problem angesehen, und die Bauern sahen mit Schrecken das Herannahen einer solchen Gruppe. Denn sie standen im Ruf zu stehlen und Zauberei zu beherrschen. Als Lösung sahen die meisten, dass man sie sesshaft mache und ihre Kinder auf die Schule schicke und ihnen Konfirmationsunterricht erteile. Auch Sundt war dieser Meinung und begab sich auf Wandermission unter den nomadisierenden Gruppen.
Während dieser Arbeit erkannte er, dass die Landstreicherei in Verbindung mit der Armutsproblematik gesehen werden müsse. Diese Zusammenhänge behandelte er in einer Reihe von Abhandlungen. Die vorherrschende Ansicht war, dass die Armut auf den Leichtsinn der Jugend zurückzuführen sei, die Kinder in die Welt setze, bevor sie ihren Lebensunterhalt bestreiten konnten. Dies sei auf die in Europa sich ausbreitenden Freiheitsideale zurückzuführen. Dem ging Sundt auf den Grund. Dies führte zu seinem bahnbrechenden Werk Om Giftermaal i Norge (Über die Eheschließung in Norwegen). Er verwendete Bevölkerungsstatistiken und wies nach, dass die hohen Geburtenraten in den 1840er Jahren keineswegs auf jugendlichen Leichtsinn zurückzuführen waren, sondern auf sehr kinderreiche Jahrgänge in der Generation zuvor. Dass starke Geburtsjahrgänge eine Generation später wieder starke Geburtsjahrgänge nach sich ziehen, wird seitdem in der Demographie „Eilert-Sundt-Gesetz“ genannt.
Auch die vielen außerehelichen Kinder wurden als Problem wahrgenommen. Sundt ging dieser Frage in zwei Arbeiten nach: Om Sædeligheds-Tilstanden i Norge (Über den Zustand der Sittlichkeit in Norwegen) und Fortsatte Bidrag angaaende Sædeligheds-Tilstanden i Norge (Weiterer Beitrag über den Zustand der Sittlichkeit in Norwegen). Er war davon überzeugt, dass Probleme für die Mütter mit unehelichen Kindern dadurch entstanden, weil die Väter sie einfach sitzen ließen. Er ging den Gründen nach und fand heraus, dass zwei Phänomene, die weit verbreitet waren, die Ursache waren: Das Fensterln und die gemeinsamen Schlafgelegenheiten für Jungen und Mädchen auf den Bauernhöfen. Viele Bauern kümmerten sich nicht um das Leben ihres Dienstvolkes. Dieses musste oft ganz hinten im Stall nächtigen, und der Bauer betrachtete es nicht als Teil der Großfamilie. Auf seinen Reisen ermahnte Sundt die Bauern, sich für ihre Knechte und Mägde verantwortlich zu fühlen.
Sundt war über viele seiner Erlebnisse so schockiert, dass er zögerte, die Abscheulichkeiten niederzuschreiben. Doch er mied drastische Ausdrücke. Er wollte verstehen, nicht verurteilen. Je mehr er forschte, desto tiefer wurde sein Verständnis für die sozialen Probleme.

### Alkoholismus
Ein anderes Problem, dem er nachging, war der Alkoholismus. Das führte ihn zu einem weiteren bahnbrechenden Werk Om Ædrueligheds-Tilstanden i Norge (Über den Nüchternheitszustand in Norwegen). Hier stützte er sich nicht auf vorliegende Statistiken, sondern verschaffte sich das Ausgangsmaterial selbst, indem er alle Lehrer des Landes anschrieb und sie nach dem Alkoholkonsum der Erwachsenen in ihrem Schulbezirk befragte. Das Material wertete er dann nach Landesteilen und Gesellschaftsschichten aus. Seine Auswertungen halten auch heutigen Maßstäben stand. Auch zu den hygienischen Verhältnissen in den Haushalten führte er landesweite Befragungen durch. Wo Zahlen nicht zu erhalten waren, führte er selbst Interviews durch. So wurde er zum Pionier der „Oral History“ in der aufkommenden norwegischen Sozialforschung.

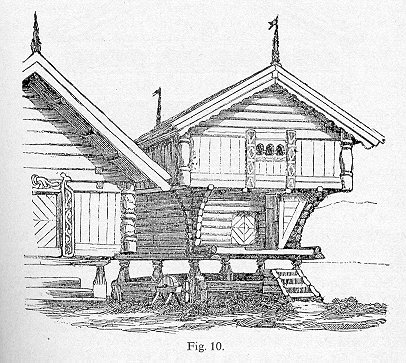
Eine der Zeichnungen aus dem Buch Sundts Om Bygnings-Skikken paa Landet i Norge.

### Weitere Forschungsfelder
Seine Forschung dehnte sich allmählich auf weitere und ganz andere Themen aus. So ist sein Buch Om Bygnings-Skikken paa Landet i Norge (Über die Bauweise auf dem Lande in Norwegen) eine einzigartige Quelle für die Baugeschichte. Alles, was er schrieb, sah er als Vorarbeit für eine umfassende kulturhistorisch-demografische Darstellung des Lebens in Norwegen an, ein Plan, den er aber nicht auszuführen vermochte. Er kümmerte sich um allerlei Arbeitsmethoden und widerlegte die Theorie des Historikers Rudolf Keyser, Norwegen sei vom Norden her besiedelt worden. Auch auf dem Gebiet der Geschichte und der Sprachreform betätigte er sich. Er sorgte dafür, dass die Festrede zum 17. Mai 1844 auf Altnordisch gehalten wurde. Er war auch von Wergeland tief beeindruckt. Er hielt die Grabrede auf ihn am 19. Juli 1845.

## Sonstiges
Sundt war ein überzeugter Vertreter der Aufklärung und der Norwegischen Nationalromantik. Finanziert wurden seine Forschungen durch Stipendien des Stortings, des norwegischen Parlaments. Aber allmählich regte sich dort Unmut, weil er zu keinem Ende kam und seine Forschungen zu keinen brauchbaren Vorschlägen führten. Schließlich fiel er den von Søren Jaabæk geforderten Sparmaßnahmen zum Opfer. Nach 1869 erhielt er keine Forschungsmittel mehr. Zum Ausgleich bekam er jedoch die gut dotierte Pfarrstelle in Eidsvoll; er hielt aber lieber Vorträge vor Arbeitervereinen und Bildungsgesellschaften als Predigten in der Kirche.

## Mitgliedschaften
Er war 1850 Gründungsmitglied der Selskab for Folkeoplysningens Fremme (Gesellschaft zur Förderung der Volksbildung) (Vorsitzender 1856–1866) und 1864 von Christiania Arbeidersamfund (Christianias Arbeiterverein) (Vorsitzender 1864–1870).
Ferner war er Mitglied der Videnskabs-Selskab in Christiania (Wissenschaftliche Gesellschaft, jetzt Norwegische Akademie der Wissenschaften) seit der Gründung 1857, der Kongelige Norske Videnskabers Selskab und der Finska litteratursällskapet in Helsinki.

## Ehrungen (Auswahl)
Eilert Sundt wurde 1864 Ritter des Sankt-Olav-Ordens.
Auf dem Olaf Ryes plass in Oslo ist eine Büste zu Sundt aufgestellt.
Nach ihm sind in Norwegen viele Straßen und Plätze benannt.

## Werke (Auswahl)
- Beretning om Fante- eller Landstrygerfolket i Norge. 1850
- Om Dødeligheden i Norge. Bidrag til Kundskab om Folkets Kaar og Sæder. 1855
- Om Giftermaal i Norge. 1855 (3. Auflage 1992, englisch Cambridge 1980)
- Om Sædeligheds-Tilstanden i Norge. 1857 (englisch: Sexual customs in rural Norway. Ames (Iowa) 1993)
- Beretninger om Røros og Omegn. 1858
- Piperviken og Ruseløkbakken. Undersøgelser om Arbeidsklassens Kaar og Sæder i Christiania. 1858
- Om Ædrueligheds-Tilstanden i Norge. 1859
- Harham. Et Exempel fra Fiskeri-Distrikterne. 1859
- Om Bygnings-Skikken paa Landet i Norge. 1862
- Helgeland den ældste norske Bygd? 1864
- Fortsatte Bidrag angaaende Sædeligheds-Tilstanden i Norge. 1864
- Paa Havet: Beretning om Forlis i Tromsø Bispedømme 1863, 1864
- Om Husfliden i Norge. Til Arbeidets Ære og Arbeidssomhedens Pris. 1867–68
- Om Renlighedsstellet i Norge. 1869
- Fattigbefolkningen i Christiania. 1870
- Om Huslivet i Norge. 1873